# Liefdestuin aan het hof van Filips de Goede
Liefdestuin aan het hof van Filips de Goede is een 16e-eeuws schilderij bewaard in het Musée de Versailles in Parijs. Het is een anonieme kopie van een ouder werk, mogelijk het Madrileense paneel van Jan van Eyck dat teloorging in de brand van het Pardo in 1604. Een andere, 17e-eeuwse kopie bevindt zich in het Musée des Beaux-Arts van Dijon.

## Voorstelling
Op het platteland, bij een lusthuis op palen gebouwd in een rivier, vindt een banket plaats waarop jonge mensen gekleed in wit en goud zijn uitgenodigd. Ze houden zich bezig met vertier dat geliefd was aan het hof: muziek, dans, eten en drinken, jagen, flaneren.
Hier en daar zijn enkele bedienden afgebeeld, zoals de twee rechtsboven die hun dorst lessen aan de fontein en de kostbare vaat afwassen. Het tafereel brengt het iconografische thema van de fontein van de eeuwige jeugd in gedachten.
Rechtsonder verschijnt een in het rood geklede figuur die afsteekt bij de rest en onhandig met een stok rondstommelt. Het is de populaire figuur van de nar, wiens taak het was om abrupt te herinneren aan de ijdelheid en de korte duur van de jeugd.

## Interpretaties
In 1430 trouwde André de Toulongeon, kamerheer van de Bourgondische hertog Filips de Goede, met Jacqueline de la Trémoille. Het werk zou symbolisch tonen hoe dit gevierd werd in het kasteel van Hesdin, in aanwezigheid van Filips' hofhouding. De wonderlijke lusttuinen van het kasteel waren beroemd. Deze interpretatie is echter niet onomstreden: zowel de weergave van Toulongeon als Hesdin worden betwist. Vrij zeker blijft dat de afgebeelde gebeurtenis te situeren is tussen 4 oktober 1430 (datum waarop Brabant geïntegreerd werd in het wapen van Filips de Goede) en 10 november 1431 (datum waarop het dragen van de gulden-vliesketting verplicht werd). Portretten van Filips de Goede, Isabella van Portugal en de nar van Filips de Goede kunnen worden herkend.